# 相内公園

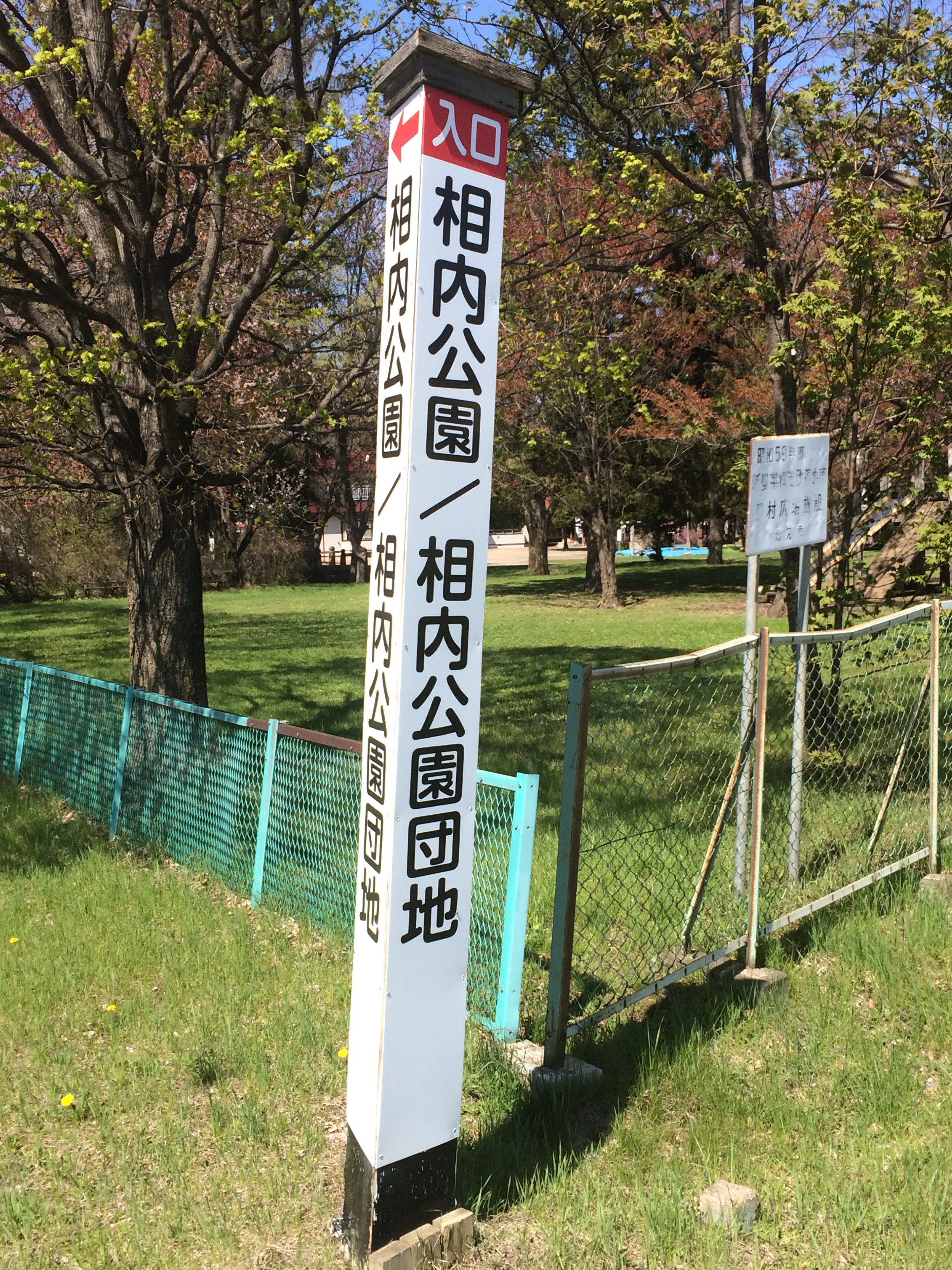
相内公園入口の看板

相内公園（あいのないこうえん）は北海道北見市相内町に所在する公園。かつては屯田兵（歩兵第四大隊第三中隊）の練兵場で、旧相内村の様々な遺蹟が存在する。近隣では桜の名所としても著名。

## 公園内の施設等
相内神社
大正11年（1922）創建、現在地への遷座は昭和27年（1952）。祭神は天照大神と豊受大神。例祭日9月23日。相内公園は相内神社の境内地を囲繞する形になっている。
開拓記念碑（拓荒殖産碑）
公園の南東部、相内神社社殿の向かって右手にある。大正15年（1926年）9月25日起工、11月22日竣功、12月1日除幕式を執り行った。総工費は5,200円。
碑石は陸前国稲井（現在の宮城県石巻市）の産石で高さ約4.8 m、幅約2 m、厚さ約30 cm、重量7,800 kg。下部の礎石は十勝産の花崗岩で、高さは約2.3 m、幅は約7.9 m。地上からの高さ約7 m。創建時はさらにその下に、玉石56.2 m2、コンクリート231 m2を敷き詰めていた。碑文の題と撰は当時の北海道帝国大学総長・佐藤昌介の手になり、三浦翠山が揮毫。碑面の背後には相内村の開基者である屯田兵の戸主199名、他1名の氏名があり、これは小川多聞の書である。
平和祈念碑（旧忠魂碑）
公園の南西部、相内神社社殿に向かって左手、南面して国道の方を向き、神社の参道をはさんで開拓記念碑とほぼ同一線上に所在。屯田区有財産、及び相内村有志の浄財によって大正13年（1924年）10月16日竣功。除幕式と招魂祭を行った。それ以降、毎年9月15日に招魂祭を行っていた。上部の「碑」の部分は十勝産花崗岩の自然石、下部の台石は同じく花崗岩の切石。最下部の礎石は留辺蘂産の軟石。側面（神社側）には建立に携わった人々の名前が刻まれている。碑石の高さは約2.3 m、基礎の高さは約4.8 m。基礎の外郭は一辺約7.7 mの方形。
もとの題字「忠魂碑」は竣功当時の第七師団長・国司伍七中将が揮毫した書であったが、終戦後に「平和祈念碑」に改められる。現在も残るこの字は元屯田兵の河原鶴造・相内村第3代村長によるもの。かつては日露戦役の戦死者9名（元屯田兵7名、その他2名）と他1名の姓名や勲等を、碑の左側に刻んでいた。
河原鶴造翁立像
相内神社に向かって左手、平和祈念碑の右手に位置し、参道の方を向いて建っている。中野五一作、銘板の書は旧相内村第4代村長・作田政次による。河原鶴造は旧相内村第3代村長で、相内村の発展に多大な功績を残した。明治10年（1877年）1月10日、鳥取県東伯郡長瀬村（現・湯梨浜町）大字水下村の生まれ。同31年（1898年）9月屯田兵として入植、同36年（1903年）屯田兵の現役解除時には歩兵軍曹。日露戦争時は北韓軍に属して功有り、勲七等青色桐葉章を受章。その後、北海道庁林務課勤務、帝室林野管理局技手をへて大正4年（1915年）に相内へ帰村。呉服太物商を営み、昭和8年（1933年）より同20年まで村長を務めた。
屯田兵練兵場跡地
相内公園は全てかつては屯田兵の練兵場で、その中央に現在の相内神社の社殿が位置する。神社の背後、すなわち公園の北半分は大部分が芝生、一部分が土の地面でゲートボール場として使用されている。「屯田兵村」は北海道遺産になっており、北海道の設置した案内板が同公園の北東隅に存在する。
ヤチダモ
開拓当時の名残を残す原生木で、胸高直径104cm、樹高21mに達する。相内屯田会56名が開拓のシンボルとして保存を図るべきと運動した結果、昭和54年（1979）12月1日、北見市の保存樹木第1号に指定される。

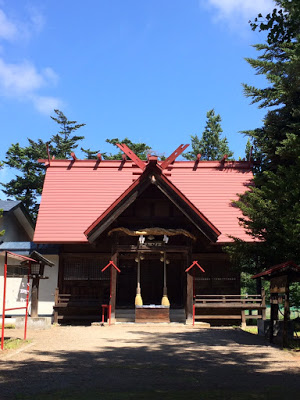
相内神社
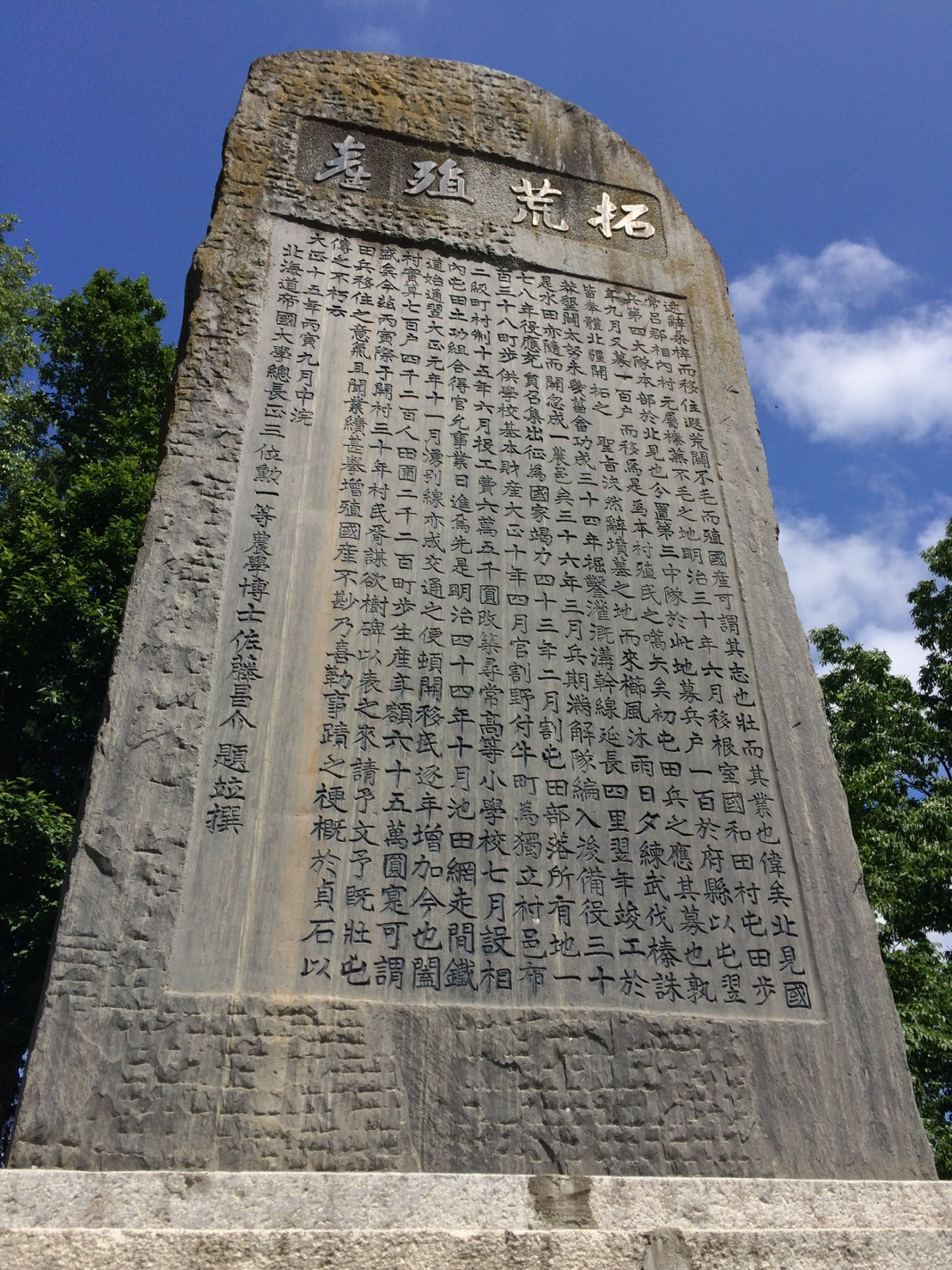
開拓記念碑
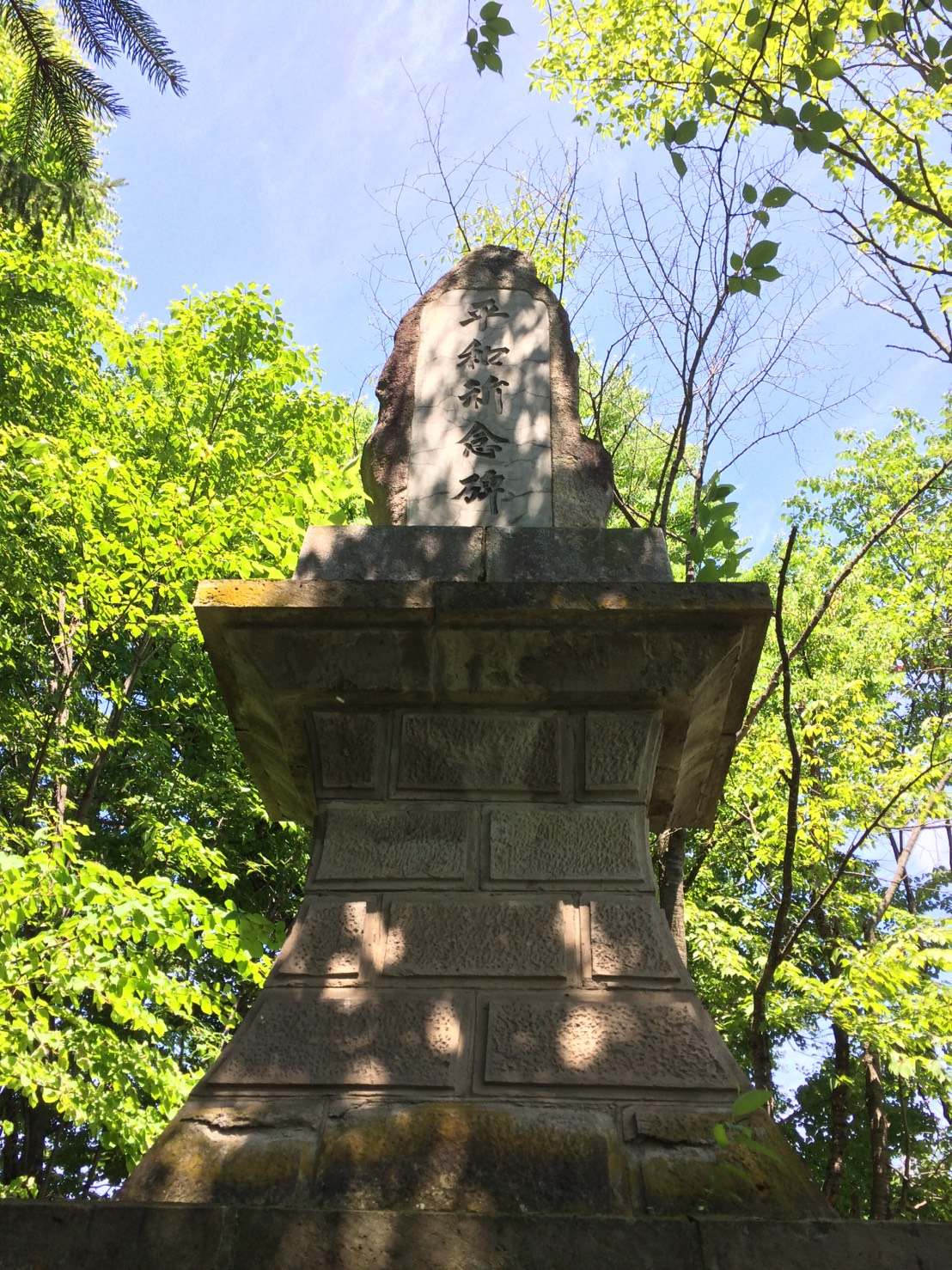
平和祈念碑
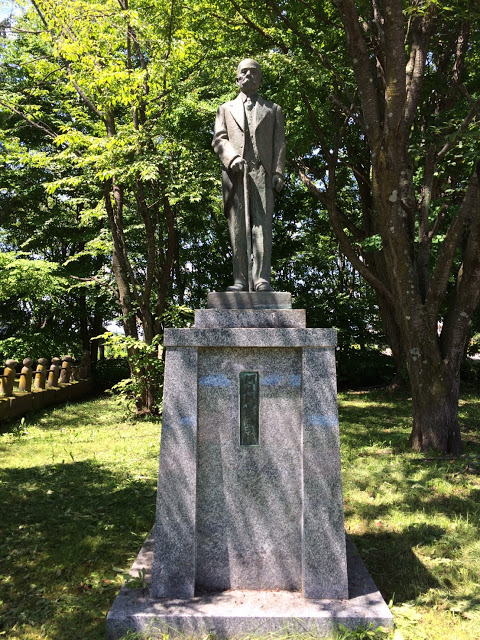
河原鶴造翁立像
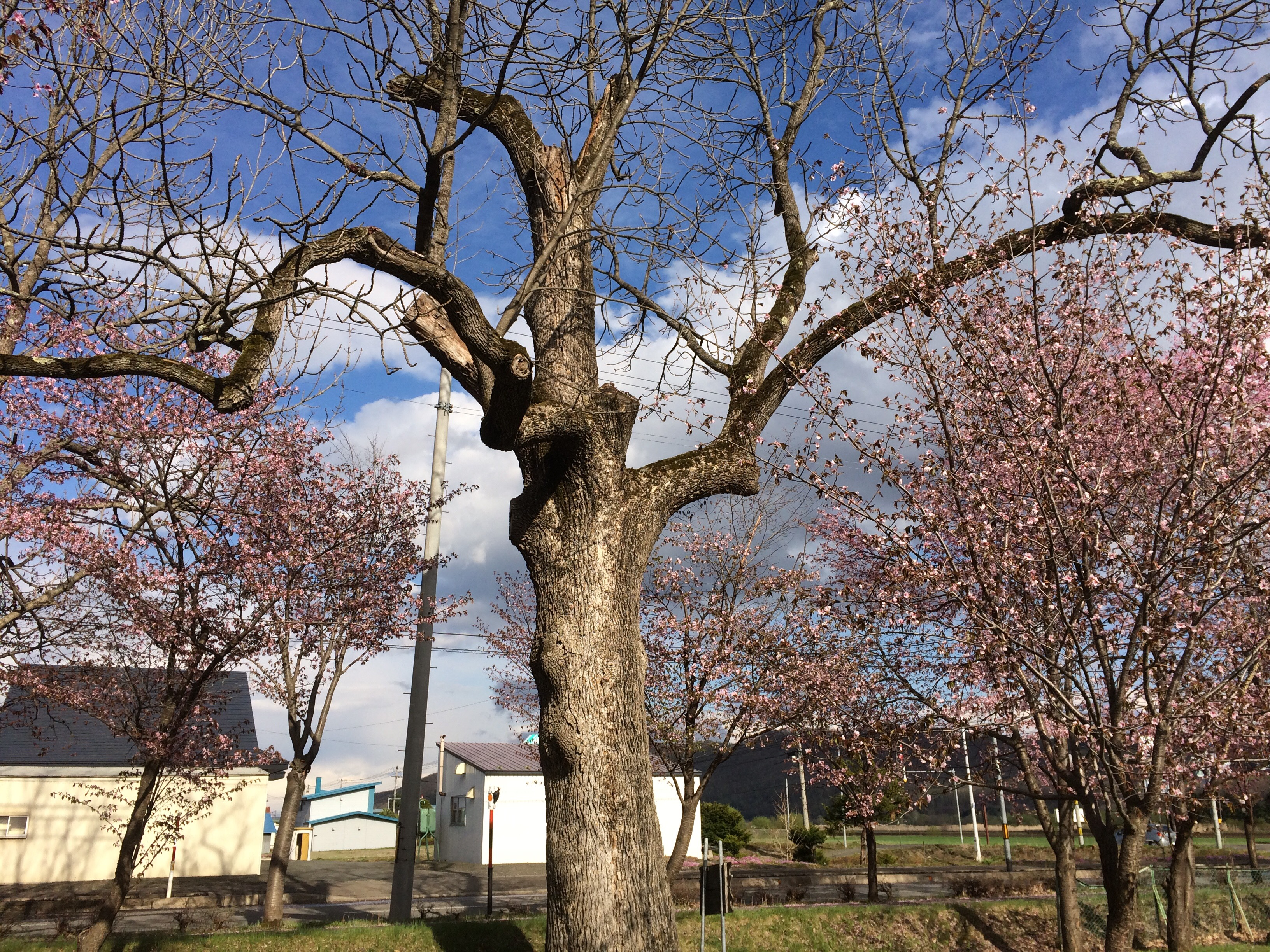
ヤチダモ
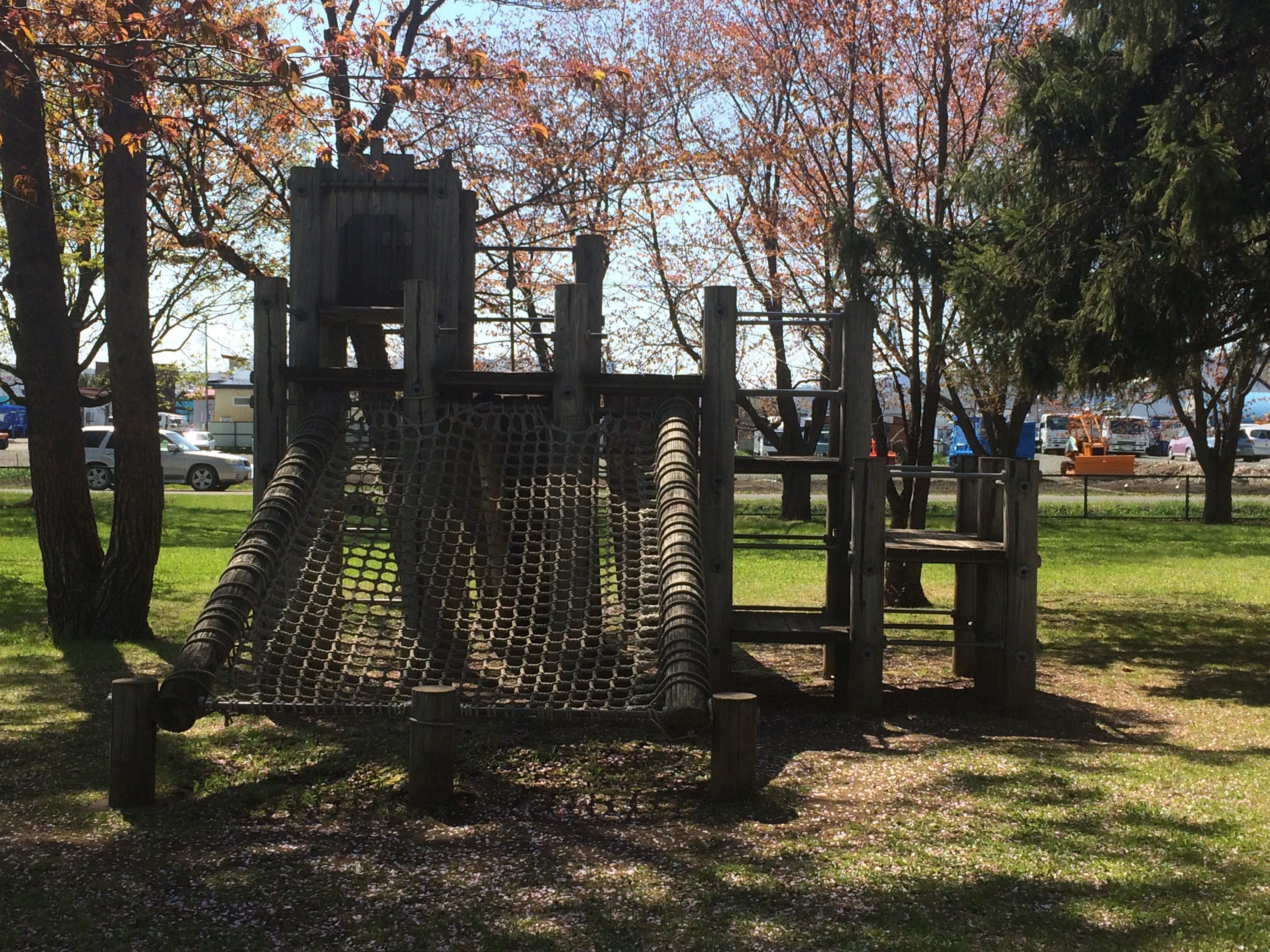
遊具

## 桜並木
公園の四周には桜が植えられており、近隣では桜の名所として知られている。例年、5月の連休頃に開花。

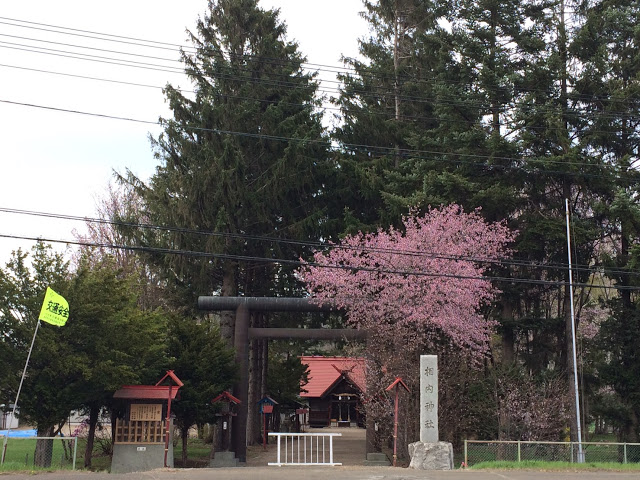
相内神社鳥居脇の桜
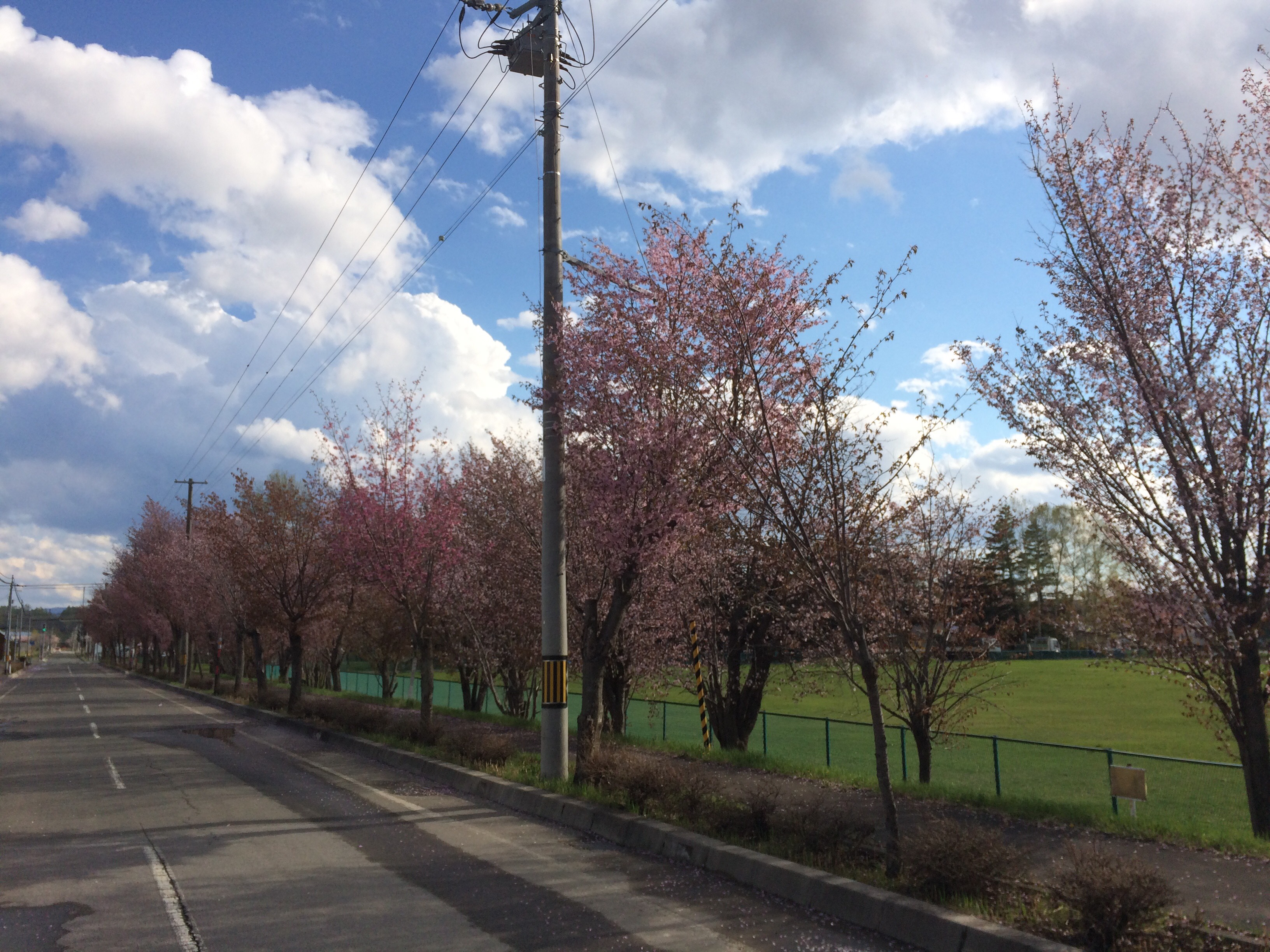
公園の北東側より
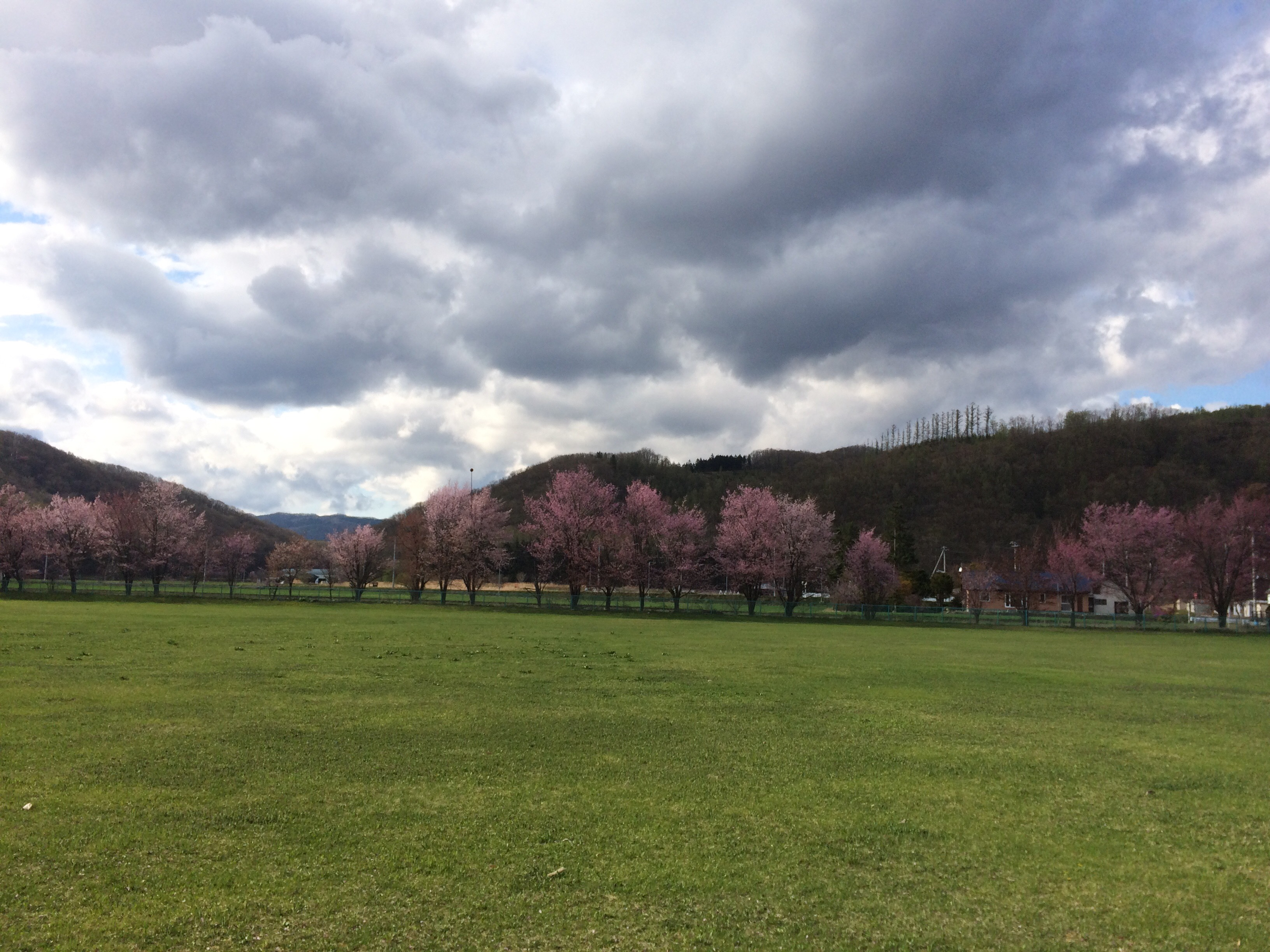
公園北側。手前は旧屯田兵練兵場
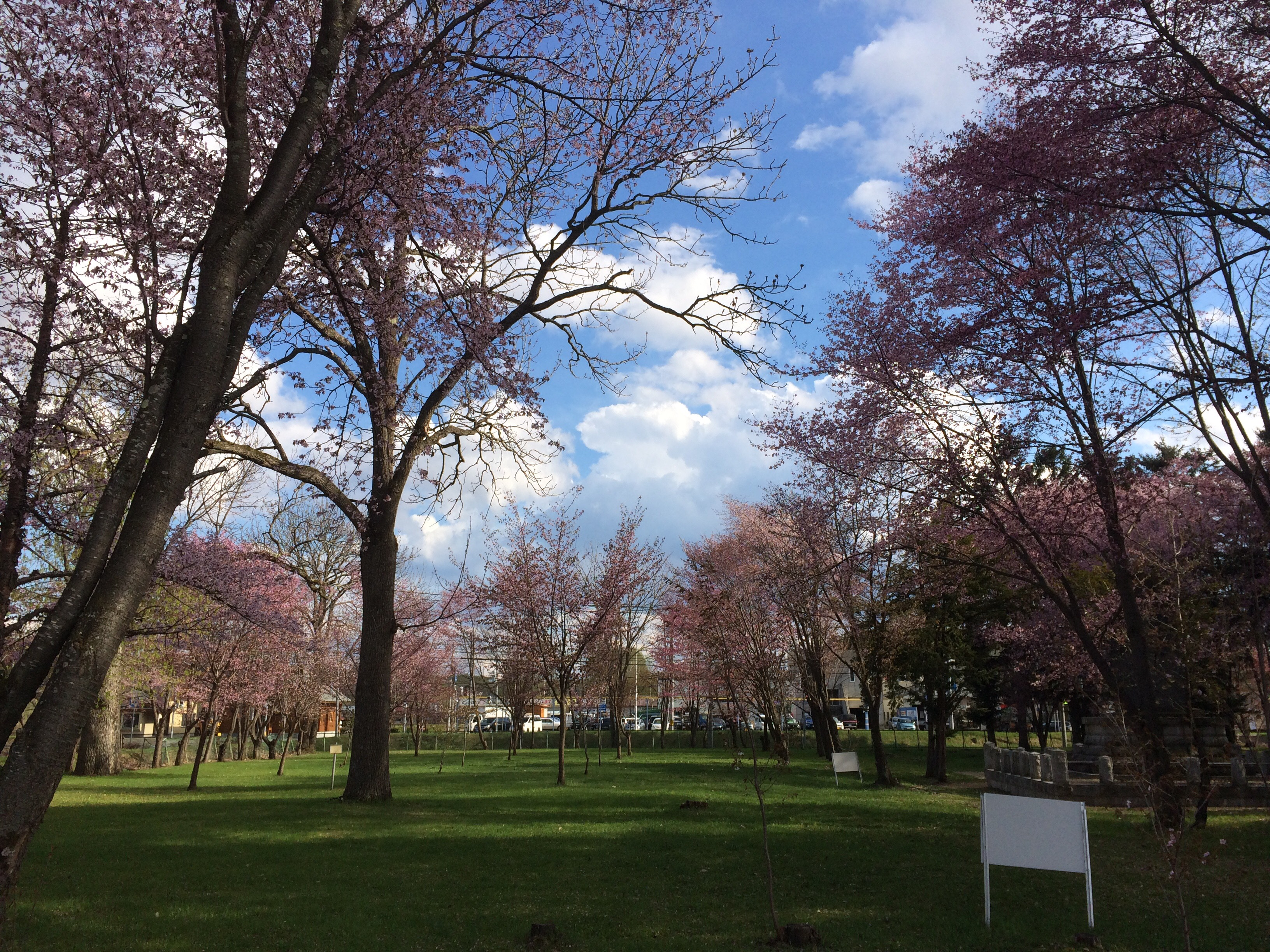
公園内、南東部
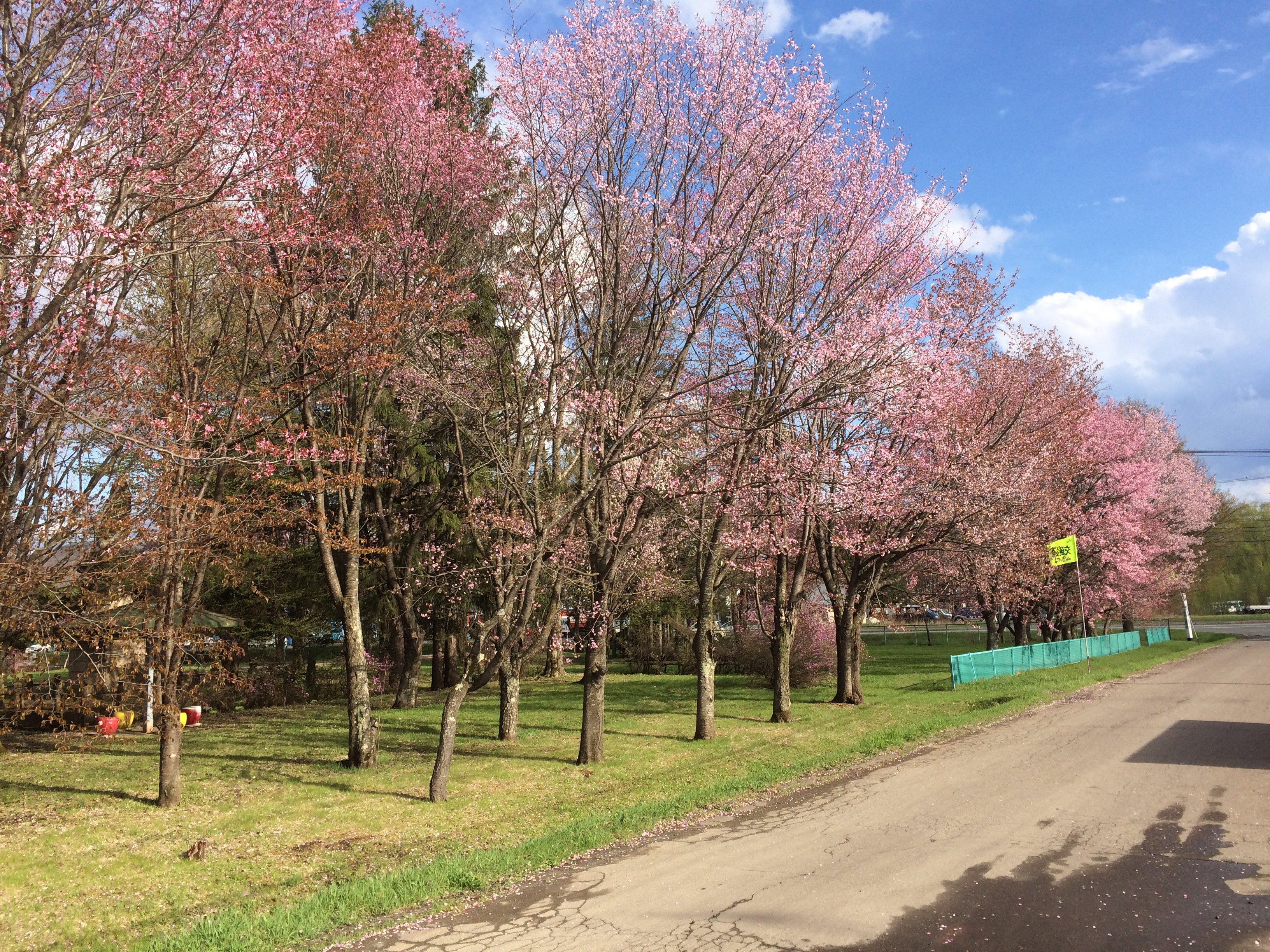
公園西側